# Divisão Norte da Liga Nacional de Futebol Americano de 2018
A Divisão Norte é uma das duas divisões da Conferência Brasileira da Liga Nacional de Futebol Americano de 2018. A divisão possui dois grupos de cinco times (A e B). Classificam-se os dois melhores colocados de cada grupo às Semifinais de Divisão dos Playoffs com o primeiro colocado enfrentado o segundo colocado do mesmo grupo. Os dois vencedores enfrentam-se na Final de Divisão, garantindo ao vencedor o título da divisão e a classificação à Final de Conferência, o Brazilian Bowl, para enfrentar o campeão da Divisão Centro-Oeste. A Divisão Norte não teve acesso ao Brasil Futebol Americano de 2019 por não existir uma conferência local no torneio indicado.

## Classificação
Classificados para os Playoffs estão marcados em verde.

### Grupo A
| Pos | Times                   | V | E | D | PCT   | PF  | PS  | SP   |
| --- | ----------------------- | - | - | - | ----- | --- | --- | ---- |
| 1   | Manaus Cavaliers        | 4 | 0 | 0 | 1.000 | 143 | 27  | 116  |
| 2   | Manaus North Lions      | 3 | 0 | 1 | .750  | 70  | 25  | 45   |
| 3   | Manaus Broncos          | 2 | 0 | 2 | .500  | 104 | 53  | 51   |
| 4   | Manaus Lobos Guerreiros | 1 | 0 | 3 | .250  | 48  | 131 | -83  |
| 5   | Manaus Raptors          | 0 | 0 | 4 | .000  | 28  | 157 | -129 |

#### Resultados
Primeira Rodada
| 28 de julho 16:00 UTC -4 |  | Manaus Raptors | 00–56 | Manaus Cavaliers |  | SESI de Manaus, Manaus-AM |  |

| 29 de julho 16:00 UTC -4 |  | Manaus North Lions | 10–00 | Manaus Broncos |  | Estádio Carlos Zamith, Manaus-AM |  |

Segunda Rodada
| 25 de agosto 19:00 UTC -4 |  | Manaus Cavaliers | 19–13 | Manaus North Lions |  | Estádio da Colina, Manaus-AM |  |

| 26 de agosto 19:00 UTC -4 |  | Manaus Broncos | 48–08 | Manaus Lobos Guerreiros |  | Estádio da Colina, Manaus-AM |  |

Terceira Rodada
| 1 de setembro 20:00 UTC -4 |  | Manaus Raptors | 08–50 | Manaus Broncos |  | SESI de Manaus, Manaus-AM |  |

| 9 de setembro 16:00 UTC -4 |  | Manaus Lobos Guerreiros | 06–22 | Manaus North Lions |  | Estádio da Colina, Manaus-AM |  |

Quarta Rodada
| 15 de setembro 19:00 UTC -4 |  | Manaus Cavaliers | 41–08 | Manaus Lobos Guerreiros |  | Estádio da Colina, Manaus-AM |  |

| 22 de setembro 19:00 UTC -4 |  | Manaus North Lions | 25–00 | Manaus Raptors |  | Estádio da Colina, Manaus-AM |  |

Quinta Rodada
| 29 de setembro 19:00 UTC -4 | Relatório | Manaus Broncos | 06–27 | Manaus Cavaliers |  | Estádio da Colina, Manaus-AM |  |

| 30 de setembro 19:00 UTC -4 |  | Manaus Lobos Guerreiros | 26–20 | Manaus Raptors |  | Estádio da Colina, Manaus-AM |  |

### Grupo B
| Pos | Times          | V | E | D | PCT   | PF  | PS  | SP   |
| --- | -------------- | - | - | - | ----- | --- | --- | ---- |
| 1   | Vingadores FA  | 4 | 0 | 0 | 1.000 | 200 | 12  | 188  |
| 2   | Belém Titans   | 3 | 0 | 1 | .750  | 83  | 94  | -11  |
| 3   | Paysandu Lobos | 2 | 0 | 2 | .500  | 78  | 122 | -44  |
| 4   | Remo Lions     | 1 | 0 | 3 | .250  | 90  | 98  | -8   |
| 5   | Tupinambás FA  | 0 | 0 | 4 | .000  | 38  | 163 | -125 |

#### Resultados
Primeira Rodada
| 1 de julho 09:00 UTC -3 | Relatório | Vingadores FA | 40–06 | Belém Titans |  | Escola Superior de Educação Física, Belém-PA |  |

| 1 de julho 14:00 UTC -3 |  | Remo Lions | 45–06 | Tupinambás FA |  | Escola Superior de Educação Física, Belém-PA |  |

Segunda Rodada
| 21 de julho 14:30 UTC -3 |  | Belém Titans | 27–18 | Paysandy Lobos |  | Escola Superior de Educação Física, Belém-PA |  |

| 22 de julho 14:00 UTC -3 |  | Tupinambás FA | 00–56 | Vingadores FA |  | Campo Viva da Cidade Operária, São Luís-MA |  |

Terceira Rodada
| 11 de agosto 14:00 UTC -3 |  | Paysandy Lobos | 00–60 | Vingadores FA |  | Escola Superior de Educação Física, Belém-PA |  |

| 12 de agosto 16:00 UTC -3 |  | Belém Titans | 32–27 | Remo Lions |  | Escola Superior de Educação Física, Belém-PA |  |

Quarta Rodada
| 26 de agosto 09:00 UTC -3 |  | Paysandy Lobos | 44–23 | Tupinambás FA |  | Escola Superior de Educação Física, Belém-PA |  |

| 26 de agosto 15:00 UTC -3 |  | Vingadores FA | 44–06 | Remo Lions |  | Escola Superior de Educação Física, Belém-PA |  |

Quinta Rodada
| 16 de setembro 9:00 UTC -3 |  | Remo Lions | 12–16 | Paysandu Lobos |  | Escola Superior de Educação Física, Belém-PA |  |

| 16 de setembro 9:00 UTC -3 |  | Tupinambás FA | 09–18 | Belém Titans |  | Campo do Leão Dourado, São José de Ribamar-MA |  |